# Gaius Placuleius Ampliatus
Gaius Placuleius Ampliatus war ein antiker römischer Unternehmer des 1. Jahrhunderts, der in Rom oder der Umgebung der Stadt aktiv war.
Gaius Placuleius Ampliatus, Sohn eines Gaius Placuleius, ist heute nur noch von einer mittlerweile verschollenen Weiheinschrift bekannt, die in Praeneste gefunden wurde und Fortuna Primigenia geweiht war. Auf dieser werden er und sein Bruder Gaius Placuleius Iullianus als vascularius bezeichnet, was sowohl die Produzenten von zumeist Metallgefäßen (Toreuten) als auch die Händler solcher Gefäße meinen kann. Er ist damit einer von nur etwa 30 bis 40 inschriftlich bekannten Toreuten der griechisch-römischen Antike. Da die Inschrift verschollen ist, ist eine genauere Datierung nicht mehr möglich als in das erste Jahrhundert. Die (aufgelöste) Inschrift lautet:

## Einzelbelege
1. ↑  CIL 14, 2887
2. ↑  Signaturen ausgenommen

| Personendaten    | Personendaten                              |
| ---------------- | ------------------------------------------ |
| NAME             | Placuleius Ampliatus, Gaius                |
| ALTERNATIVNAMEN  | Ampliatus, Gaius Placuleius                |
| KURZBESCHREIBUNG | antiker römischer Toreut oder Händler      |
| GEBURTSDATUM     | 1. Jahrhundert v. Chr. oder 1. Jahrhundert |
| STERBEDATUM      | 1. Jahrhundert oder 2. Jahrhundert         |